# 산녀
"산녀"(山女)는 한국에서 제작된 권영순 감독의 1973년 영화이다. 남진 등이 주연으로 출연하였고 한갑진 등이 제작에 참여하였다.

## 출연

### 주연
- 남진
- 김창숙
- 문오장